# Torneo de la Federación de Fútbol Bonaerense Pampeana 2023
El Torneo Interprovincial de Primera División 2023, conocido también como Torneo de la Federación de Fútbol Bonaerense Pampeana 2023 o simplemente Pre-Federal, fue la cuarta edición de la competición oficial de fútbol argentino que obra de clasificación al Torneo Regional Federal Amateur 2023-24 —de la cuarta categoría del fútbol argentino— para los clubes indirectamente afiliados a la AFA que están bajo la órbita de la Federación de Fútbol Bonaerense Pampeana.
El certamen comenzó el 10 de mayo de 2023 con la participación de 41 equipos de las provincias de Buenos Aires y La Pampa. Respecto a la temporada anterior se registra un equipo menos y se gestó un cambio en el formato de disputa.
Argentinos de 25 de Mayo ganó el certamen en la subregión norte, tras igualar la serie 2:2 con San Lorenzo de Castell y vencer en penales por 5:3. El Decano en la edición anterior había caído en las finales. Se convirtió en el primer clasificado al Regional Amateur 2023-24 por parte de la FFBP.
En la subregión sur se consagró San Francisco, ganándole la serie final a Santa Rita de Piedritas por 4:2 (2:2 y 2:0).
Los ganadores se enfrentaron en la final anual que se disputó por primera vez en Bolívar, en el predio del Club Alem. San Francisco ganó 4:1 a Argentinos.

## Equipos participantes

### Distribución por ligas de origen
| Liga de origen                                  | Equipo                                                | Localidad                  |
| ----------------------------------------------- | ----------------------------------------------------- | -------------------------- |
| Asociación de Fútbol de Villarino               | Centro Recreativo y Deportivo 12 de Octubre           | Médanos                    |
| Asociación de Fútbol de Villarino               | Club Caza y Pesca Huracán Médanos                     | Médanos                    |
| Asociación de Fútbol de Villarino               | Club Social y Deportivo Hilario Ascasubi              | Hilario Ascasubi           |
| Liga Alvearense de Fútbol                       | Club Unión Empleados de Comercio                      | General Alvear             |
| Liga Amateur Platense de Fútbol                 | Agrupación de Fútbol Infantil Las Malvinas            | La Plata                   |
| Liga Amateur Platense de Fútbol                 | Asociación Nueva Alianza                              | La Plata                   |
| Liga Amateur Platense de Fútbol                 | San Lorenzo de Villa Castells                         | La Plata                   |
| Liga Chascomuense de Fútbol                     | Asociación Civil y Deportiva Nápoli Argentino         | Ranelagh                   |
| Liga Deportiva de Bolívar                       | Balonpié Fútbol Club                                  | Bolívar                    |
| Liga Deportiva de Saladillo                     | Club Social y Deportivo Unión Apeadero                | Saladillo                  |
| Liga Deportiva del Oeste                        | Club Atlético Villa Belgrano                          | Junín                      |
| Liga Dolorense de Fútbol                        | Club Atlético Ever Ready                              | Dolores                    |
| Liga de Equipos Unidos de Fútbol Marchiquitense | Club Atlético Sarmiento                               | Coronel Vidal              |
| Liga de Fútbol de Coronel Dorrego               | Club Atlético Independiente                           | Coronel Dorrego            |
| Liga de Fútbol de Coronel Dorrego               | Club Atlético Monte Hermoso                           | Monte Hermoso              |
| Liga de Fútbol de Coronel Dorrego               | Club Atlético Villa Rosa                              | Coronel Dorrego            |
| Liga de Fútbol de General Villegas              | Club Social, Cultural y Deportivo Santa Rita          | Piedritas                  |
| Liga de Fútbol de Las Flores                    | Club Atlético Ferrocarril Roca                        | Las Flores                 |
| Liga de Fútbol de Las Flores                    | Club Juventud Unida                                   | Las Flores                 |
| Liga de Fútbol de Las Flores                    | Club Atlético Las Flores                              | Las Flores                 |
| Liga de Fútbol de Olavarría                     | Racing Athletic Club                                  | Olavarría                  |
| Liga del Sur                                    | Club Deportivo San Francisco                          | Bahía Blanca               |
| Liga Escobarense de Futbol                      | Club Social, Cultural y Deportivo Malvinas Argentinas | Ingeniero Adolfo Sourdeaux |
| Liga Escobarense de Futbol                      | Deportivo Metalúrgico                                 | Manuel Alberti             |
| Liga Madariaguense de Fútbol                    | Club Deportivo Juventud Unida                         | General Madariaga          |
| Liga Maipuense de Fútbol                        | Club Atlético Jorge Newbery                           | Maipú                      |
| Liga Maipuense de Fútbol                        | Asociación Civil Parque de Deportes                   | Labardén                   |
| Liga Maipuense de Fútbol                        | Club Social y Deportivo Unión                         | Maipú                      |
| Liga Necochense de Fútbol                       | Club Sportivo San Cayetano                            | San Cayetano               |
| Liga Pringles de Fútbol                         | Centro Almaceneros Deportivo                          | Coronel Pringles           |
| Liga Tandilense de Fútbol                       | Club Social y Deportivo Tandil                        | Tandil                     |
| Liga Tandilense de Fútbol                       | Club Gimnasia y Esgrima                               | Tandil                     |
| Liga Tandilense de Fútbol                       | Centro Social Velense                                 | María Ignacia              |
| Liga Toldense de Fútbol                         | Club Atlético Ignacio Coliqueo                        | Los Toldos                 |
| Liga Toldense de Fútbol                         | Club Juventud Alsina                                  | Los Toldos                 |
| Liga Toldense de Fútbol                         | Club Atlético River Plate                             | Los Toldos                 |
| Liga Toldense de Fútbol                         | Viamonte Fútbol Club                                  | Los Toldos                 |
| Liga Trenquelauquense de Fútbol                 | Foot Ball Club Argentino                              | Trenque Lauquen            |
| Liga Veinticinqueña de Fútbol                   | Club Atlético Argentinos                              | 25 de Mayo                 |
| Liga Veinticinqueña de Fútbol                   | Club Atlético Defensores de Plaza España              | 25 de Mayo                 |
| Liga Veinticinqueña de Fútbol                   | Club Juventud Unida                                   | 25 de Mayo                 |

### Distribución por zonas
| Zona                                                  | Equipo                     | Localidad                                                       | Estadio | Capacidad |
| ----------------------------------------------------- | -------------------------- | --------------------------------------------------------------- | ------- | --------- |
| 1                                                     |                            |                                                                 |         |           |
| Club Atlético Monte Hermoso                           | Monte Hermoso              | Estadio "15 de Agosto"                                          |         |           |
| Club Deportivo San Francisco                          | Bahía Blanca               | Estadio "Gustavo Novoa"                                         | 1000    |           |
| Club Social y Deportivo Hilario Ascasubi              | Hilario Ascasubi           |                                                                 |         |           |
| Club Atlético Villa Rosa                              | Coronel Dorrego            | Estadio "Ogue N. Madariaga"                                     |         |           |
| 2                                                     |                            |                                                                 |         |           |
| Centro Recreativo y Deportivo 12 de Octubre           | Médanos                    |                                                                 |         |           |
| Club Caza y Pesca Huracán Médanos                     | Médanos                    | Estadio "Siso Tiburtini"                                        |         |           |
| Centro Almaceneros Deportivo                          | Coronel Pringles           | Estadio "Esteban Perez"                                         | 600     |           |
| Club Atlético Independiente                           | Coronel Dorrego            | Estadio "14 de Septiembre"                                      |         |           |
| 3                                                     |                            |                                                                 |         |           |
| Racing Athletic Club                                  | Olavarría                  | José Buglione Martinese                                         |         |           |
| Club Sportivo San Cayetano                            | San Cayetano               | Campo municipal de deportes Ramón Gazaneo                       |         |           |
| Centro Social Velense                                 | María Ignacia              | Estadio "Dr. Miguel Ochoa"                                      |         |           |
| 4                                                     |                            |                                                                 |         |           |
| Club Social y Deportivo Tandil                        | Tandil                     | Estadio "General San Martín" (LTF)                              |         |           |
| Club Gimnasia y Esgrima                               | Tandil                     | Estadio "Jorge Ibáñez"                                          |         |           |
| Club Atlético Jorge Newbery                           | Maipú                      | Estadio "Julián 'Beto' Camino"                                  |         |           |
| Club Social y Deportivo Unión                         | Maipú                      | Estadio Liga Maipuense de Fútbol                                |         |           |
| 5                                                     |                            |                                                                 |         |           |
| Foot Ball Club Argentino                              | Trenque Lauquen            | Estadio "Nolo Ferreira"                                         |         |           |
| Balonpié Fútbol Club                                  | Bolívar                    | Municipal de Bolívar                                            |         |           |
| Club Social, Cultural y Deportivo Santa Rita          | Piedritas                  | Estadio "Anyulín Penacino"                                      |         |           |
| 6                                                     |                            |                                                                 |         |           |
| Club Atlético Ever Ready                              | Dolores                    | Estadio "Miguel Angelinetti"/Municipal "Delfor Del Valle" (LDF) |         |           |
| Club Deportivo Juventud Unida                         | General Madariaga          | Estadio "Francisco Alcuaz"                                      |         |           |
| Asociación Civil Parque de Deportes                   | Labardén                   | Estadio "Beto Camino"                                           |         |           |
| Club Atlético Sarmiento                               | Coronel Vidal              | Estadio "Néstor Kirchner"                                       |         |           |
| 7                                                     |                            |                                                                 |         |           |
| Club Unión Empleados de Comercio                      | General Alvear             |                                                                 |         |           |
| Club Juventud Unida                                   | 25 de Mayo                 |                                                                 |         |           |
| Club Atlético Las Flores                              | Las Flores                 |                                                                 |         |           |
| Club Social y Deportivo Unión Apeadero                | Saladillo                  | Estadio "Daniel Carbonari"                                      |         |           |
| 8                                                     |                            |                                                                 |         |           |
| Club Atlético Defensores de Plaza España              | 25 de Mayo                 |                                                                 |         |           |
| Club Atlético Ferrocarril Roca                        | Las Flores                 |                                                                 |         |           |
| Club Juventud Unida                                   | Las Flores                 |                                                                 |         |           |
| 9                                                     |                            |                                                                 |         |           |
| Club Atlético Ignacio Coliqueo                        | Los Toldos                 | Estadio "Rodolfo Cuño"                                          |         |           |
| Club Juventud Alsina                                  | Los Toldos                 | Estadio "Enrique 'Indio' Blanco"                                |         |           |
| Club Atlético Villa Belgrano                          | Junín                      | Estadio "El Bosque"                                             |         |           |
| 10                                                    |                            |                                                                 |         |           |
| Club Atlético Argentinos                              | 25 de Mayo                 |                                                                 |         |           |
| Club Atlético River Plate                             | Los Toldos                 |                                                                 |         |           |
| Viamonte Fútbol Club                                  | Los Toldos                 | Estadio "José 'Pepe' Taverna"                                   |         |           |
| 11                                                    |                            |                                                                 |         |           |
| Club Social, Cultural y Deportivo Malvinas Argentinas | Ingeniero Adolfo Sourdeaux | Estadio "Islas Malvinas"                                        |         |           |
| Asociación Civil y Deportiva Nápoli Argentino         | Ranelagh                   | Complejo Nápoli Argentino                                       |         |           |
| San Lorenzo de Villa Castells                         | La Plata                   |                                                                 |         |           |
| 12                                                    |                            |                                                                 |         |           |
| Agrupación de Fútbol Infantil Las Malvinas            | La Plata                   |                                                                 |         |           |
| Deportivo Metalúrgico                                 | Manuel Alberti             |                                                                 |         |           |
| Asociación Nueva Alianza                              | La Plata                   |                                                                 |         |           |

## Forma de disputa
Se disputará por el sistema de zonas jugando en su respectiva zonas todos
contra todos en partidos de ida y vuelta. Se confeccionaran dos sub-zonas por cercanía geográfica (Región Pampeana Bonaerense Norte y Región Pampeana Bonaerense Sur). En la primera, pasarán a la fase final todos los clasificados en primer y segundo lugar cada zona, totalizando 8 equipos. En la segunda, pasarán a la fase final también todos los clasificados en primer y segundo término, de cada zona, sumando así 16 equipos.

## Desarrollo

### Fase de grupos

#### Zona 1
| #   | Equipo                       | Pts. | PJ | PG | PE | PP | GF | GC | Dif. |
| --- | ---------------------------- | ---- | -- | -- | -- | -- | -- | -- | ---- |
| 1.º | San Francisco (Bahía Blanca) | 10   | 5  | 3  | 1  | 1  | 9  | 4  | (+5) |
| 2.º | Social H. Ascasubi           | 7    | 5  | 2  | 1  | 2  | 8  | 7  | (+1) |
| 3.º | Villa Rosa (Coronel Dorrego) | 6    | 5  | 2  | 0  | 3  | 7  | 10 | (-3) |
| 4.º | Atlético Monte Hermoso       | 5    | 5  | 1  | 2  | 2  | 4  | 7  | (-3) |

Notas y referencias
|  | Clasificado a la primera fase final.               |
|  | En posición de clasificar a la primera fase final. |

| Fecha 1                      | Fecha 1   | Fecha 1                      | Fecha 1 | Fecha 1    | Fecha 1 |
| Local                        | Resultado | Visitante                    | Estadio | Fecha      | Hora    |
| ---------------------------- | --------- | ---------------------------- | ------- | ---------- | ------- |
| Social H. Ascasubi           | 2-1       | Atlético Monte Hermoso       |         | 10 de mayo |         |
| San Francisco (Bahía Blanca) | 3-1       | Villa Rosa (Coronel Dorrego) |         | 10 de mayo |         |

| Fecha 2                      | Fecha 2   | Fecha 2                      | Fecha 2 | Fecha 2    | Fecha 2 |
| Local                        | Resultado | Visitante                    | Estadio | Fecha      | Hora    |
| ---------------------------- | --------- | ---------------------------- | ------- | ---------- | ------- |
| Atlético Monte Hermoso       | 1-1       | San Francisco (Bahía Blanca) |         | 17 de mayo | 16:00   |
| Villa Rosa (Coronel Dorrego) | 4-1       | Social H. Ascasubi           |         | 17 de mayo | 16:00   |

| Fecha 3                      | Fecha 3   | Fecha 3                      | Fecha 3 | Fecha 3    | Fecha 3 |
| Local                        | Resultado | Visitante                    | Estadio | Fecha      | Hora    |
| ---------------------------- | --------- | ---------------------------- | ------- | ---------- | ------- |
| Social H. Ascasubi           | 0-1       | San Francisco (Bahía Blanca) |         | 25 de mayo | 15:00   |
| Villa Rosa (Coronel Dorrego) | 0-1       | Atlético Monte Hermoso       |         | 25 de mayo | 15:00   |

| Fecha 4                      | Fecha 4   | Fecha 4                      | Fecha 4 | Fecha 4    | Fecha 4 |
| Local                        | Resultado | Visitante                    | Estadio | Fecha      | Hora    |
| ---------------------------- | --------- | ---------------------------- | ------- | ---------- | ------- |
| Atlético Monte Hermoso       | 1-1       | Social H. Ascasubi           |         | 31 de mayo | 15:00   |
| Villa Rosa (Coronel Dorrego) | 2-1       | San Francisco (Bahía Blanca) |         | 31 de mayo | 19:00   |

| Fecha 5                      | Fecha 5   | Fecha 5                      | Fecha 5 | Fecha 5    | Fecha 5 |
| Local                        | Resultado | Visitante                    | Estadio | Fecha      | Hora    |
| ---------------------------- | --------- | ---------------------------- | ------- | ---------- | ------- |
| Social H. Ascasubi           | 4-0       | Villa Rosa (Coronel Dorrego) |         | 7 de junio | 15:00   |
| San Francisco (Bahía Blanca) | 3-0       | Atlético Monte Hermoso       |         | 7 de junio | 15:00   |

| Fecha 6                      | Fecha 6   | Fecha 6                      | Fecha 6 | Fecha 6     | Fecha 6 |
| Local                        | Resultado | Visitante                    | Estadio | Fecha       | Hora    |
| ---------------------------- | --------- | ---------------------------- | ------- | ----------- | ------- |
| San Francisco (Bahía Blanca) | vs.       | Social H. Ascasubi           |         | 14 de junio |         |
| Atlético Monte Hermoso       | vs.       | Villa Rosa (Coronel Dorrego) |         | 14 de junio |         |

#### Zona 2
| #   | Equipo                         | Pts. | PJ | PG | PE | PP | GF | GC | Dif.  |
| --- | ------------------------------ | ---- | -- | -- | -- | -- | -- | -- | ----- |
| 1.º | Caza y Pezca Huracán (Médanos) | 10   | 5  | 3  | 1  | 1  | 8  | 4  | (+1 ) |
| 2.º | Independiente (Cnel. Dorrego)  | 10   | 5  | 3  | 0  | 2  | 6  | 5  | (+2)  |
| 3.º | 12 de Octubre (Médanos)        | 7    | 5  | 2  | 1  | 2  | 5  | 5  | (+3)  |
| 4.º | Almaceneros (Cnel. Pringles)   | 2    | 5  | 0  | 2  | 3  | 2  | 7  | (-7)  |

Notas y referencias
|  | Clasificado a la primera fase final.               |
|  | En posición de clasificar a la primera fase final. |

| Fecha 1                      | Fecha 1   | Fecha 1                        | Fecha 1 | Fecha 1    | Fecha 1 |
| Local                        | Resultado | Visitante                      | Estadio | Fecha      | Hora    |
| ---------------------------- | --------- | ------------------------------ | ------- | ---------- | ------- |
| Almaceneros (Cnel. Pringles) | 0-3       | Independiente (Cnel. Dorrego)  |         | 10 de mayo |         |
| 12 de Octubre (Médanos)      | 0-3       | Caza y Pesca Huracán (Médanos) |         | 10 de mayo |         |

| Fecha 2                        | Fecha 2   | Fecha 2                      | Fecha 2 | Fecha 2    | Fecha 2 |
| Local                          | Resultado | Visitante                    | Estadio | Fecha      | Hora    |
| ------------------------------ | --------- | ---------------------------- | ------- | ---------- | ------- |
| Caza y Pesca Huracán (Médanos) | 1-1       | Almaceneros (Cnel. Pringles) |         | 17 de mayo | 19:00   |
| Independiente (Cnel. Dorrego)  | 1-0       | 12 de Octubre (Médanos)      |         | 17 de mayo | 20:00   |

| Fecha 3                        | Fecha 3   | Fecha 3                       | Fecha 3 | Fecha 3    | Fecha 3 |
| Local                          | Resultado | Visitante                     | Estadio | Fecha      | Hora    |
| ------------------------------ | --------- | ----------------------------- | ------- | ---------- | ------- |
| Almaceneros (Cnel. Pringles)   | 1-1       | 12 de Octubre (Médanos)       |         | 24 de mayo | 20:00   |
| Caza y Pesca Huracán (Médanos) | 3-1       | Independiente (Cnel. Dorrego) |         | 24 de mayo | 20:00   |

| Fecha 4                        | Fecha 4   | Fecha 4                      | Fecha 4 | Fecha 4    | Fecha 4 |
| Local                          | Resultado | Visitante                    | Estadio | Fecha      | Hora    |
| ------------------------------ | --------- | ---------------------------- | ------- | ---------- | ------- |
| Independiente (Cnel. Dorrego)  | 1-0       | Almaceneros (Cnel. Pringles) |         | 31 de mayo | 20:00   |
| Caza y Pesca Huracán (Médanos) | 0-2       | 12 de Octubre (Médanos)      |         | 31 de mayo | 20:30   |

| Fecha 5                      | Fecha 5   | Fecha 5                        | Fecha 5 | Fecha 5    | Fecha 5 |
| Local                        | Resultado | Visitante                      | Estadio | Fecha      | Hora    |
| ---------------------------- | --------- | ------------------------------ | ------- | ---------- | ------- |
| Almaceneros (Cnel. Pringles) | 0-1       | Caza y Pesca Huracán (Médanos) |         | 7 de junio | 20:00   |
| 12 de Octubre (Médanos)      | 2-0       | Independiente (Cnel. Dorrego)  |         | 7 de junio | 20:00   |

| Fecha 6                       | Fecha 6   | Fecha 6                        | Fecha 6 | Fecha 6     | Fecha 6 |
| Local                         | Resultado | Visitante                      | Estadio | Fecha       | Hora    |
| ----------------------------- | --------- | ------------------------------ | ------- | ----------- | ------- |
| Independiente (Cnel. Dorrego) | vs.       | Caza y Pesca Huracán (Médanos) |         | 14 de junio |         |
| 12 de Octubre (Médanos)       | vs.       | Almaceneros (Cnel. Pringles)   |         | 14 de junio |         |

#### Zona 3
| #   | Equipo                  | Pts. | PJ | PG | PE | PP | GF | GC | Dif. |
| --- | ----------------------- | ---- | -- | -- | -- | -- | -- | -- | ---- |
| 1.º | Racing (Olavarría)      | 9    | 3  | 3  | 0  | 0  | 5  | 1  | (+4) |
| 2.º | Velense (María Ignacia) | 4    | 3  | 1  | 1  | 1  | 5  | 5  | (0)  |
| 3.º | Sportivo (San Cayetano) | 1    | 4  | 0  | 1  | 3  | 2  | 6  | (-4) |

Notas y referencias
|  | Clasificado a la primera fase final.               |
|  | En posición de clasificar a la primera fase final. |

| Fecha 1                        | Fecha 1   | Fecha 1            | Fecha 1         | Fecha 1    | Fecha 1 |
| Local                          | Resultado | Visitante          | Estadio         | Fecha      | Hora    |
| ------------------------------ | --------- | ------------------ | --------------- | ---------- | ------- |
| Sportivo (San Cayetano)        | 0-1       | Racing (Olavarría) | Felipe Serafini | 10 de mayo | 20:30   |
| Libre: Velense (María Ignacia) |           |                    |                 |            |         |

| Fecha 2                   | Fecha 2   | Fecha 2                 | Fecha 2         | Fecha 2    | Fecha 2 |
| Local                     | Resultado | Visitante               | Estadio         | Fecha      | Hora    |
| ------------------------- | --------- | ----------------------- | --------------- | ---------- | ------- |
| Velense (María Ignacia)   | 3-1       | Sportivo (San Cayetano) | Miguel A. Ochoa | 17 de mayo | 19:00   |
| Libre: Racing (Olavarría) |           |                         |                 |            |         |

| Fecha 3                        | Fecha 3   | Fecha 3                 | Fecha 3                 | Fecha 3    | Fecha 3 |
| Local                          | Resultado | Visitante               | Estadio                 | Fecha      | Hora    |
| ------------------------------ | --------- | ----------------------- | ----------------------- | ---------- | ------- |
| Racing (Olavarría)             | 3-1       | Velense (María Ignacia) | José Buglione Martinese | 24 de mayo | 18:00   |
| Libre: Sportivo (San Cayetano) |           |                         |                         |            |         |

| Fecha 4                        | Fecha 4   | Fecha 4                 | Fecha 4                 | Fecha 4    | Fecha 4 |
| Local                          | Resultado | Visitante               | Estadio                 | Fecha      | Hora    |
| ------------------------------ | --------- | ----------------------- | ----------------------- | ---------- | ------- |
| Racing (Olavarría)             | 1-0       | Sportivo (San Cayetano) | José Buglione Martinese | 31 de mayo | 20:00   |
| Libre: Velense (María Ignacia) |           |                         |                         |            |         |

| Fecha 5                   | Fecha 5   | Fecha 5                 | Fecha 5         | Fecha 5    | Fecha 5 |
| Local                     | Resultado | Visitante               | Estadio         | Fecha      | Hora    |
| ------------------------- | --------- | ----------------------- | --------------- | ---------- | ------- |
| Sportivo (San Cayetano)   | 1-1       | Velense (María Ignacia) | Felipe Serafini | 7 de junio | 20:00   |
| Libre: Racing (Olavarría) |           |                         |                 |            |         |

| Fecha 6                        | Fecha 6   | Fecha 6            | Fecha 6         | Fecha 6     | Fecha 6 |
| Local                          | Resultado | Visitante          | Estadio         | Fecha       | Hora    |
| ------------------------------ | --------- | ------------------ | --------------- | ----------- | ------- |
| Velense (María Ignacia)        | vs.       | Racing (Olavarría) | Miguel A. Ochoa | 14 de junio |         |
| Libre: Sportivo (San Cayetano) |           |                    |                 |             |         |

#### Zona 4
| #   | Equipo                      | Pts. | PJ | PG | PE | PP | GF | GC | Dif.  |
| --- | --------------------------- | ---- | -- | -- | -- | -- | -- | -- | ----- |
| 1.º | Gimnasia y Esgrima (Tandil) | 12   | 5  | 4  | 0  | 1  | 19 | 6  | (+13) |
| 2.º | Deportivo Tandil            | 10   | 5  | 3  | 1  | 1  | 8  | 4  | (+4)  |
| 3.º | Jorge Newbery (Maipú)       | 4    | 5  | 1  | 1  | 3  | 5  | 12 | (-7)  |
| 4.º | Unión (Maipú)               | 2    | 5  | 0  | 2  | 3  | 2  | 12 | (-10) |

Notas y referencias
|  | Clasificado a la primera fase final.               |
|  | En posición de clasificar a la primera fase final. |

| Fecha 1                     | Fecha 1   | Fecha 1               | Fecha 1          | Fecha 1    | Fecha 1 |
| Local                       | Resultado | Visitante             | Estadio          | Fecha      | Hora    |
| --------------------------- | --------- | --------------------- | ---------------- | ---------- | ------- |
| Unión (Maipú)               | 0-0       | Jorge Newbery (Maipú) |                  | 10 de mayo |         |
| Gimnasia y Esgrima (Tandil) | 3-2       | Deportivo Tandil      | Gral. San Martín | 10 de mayo | 20:30   |

| Fecha 2               | Fecha 2   | Fecha 2                     | Fecha 2          | Fecha 2    | Fecha 2 |
| Local                 | Resultado | Visitante                   | Estadio          | Fecha      | Hora    |
| --------------------- | --------- | --------------------------- | ---------------- | ---------- | ------- |
| Deportivo Tandil      | 1-0       | Unión (Maipú)               | Gral. San Martín | 17 de mayo | 20:00   |
| Jorge Newbery (Maipú) | 1-3       | Gimnasia y Esgrima (Tandil) |                  | 17 de mayo | 18:00   |

| Fecha 3          | Fecha 3   | Fecha 3                     | Fecha 3          | Fecha 3    | Fecha 3 |
| Local            | Resultado | Visitante                   | Estadio          | Fecha      | Hora    |
| ---------------- | --------- | --------------------------- | ---------------- | ---------- | ------- |
| Unión (Maipú)    | 2-8       | Gimnasia y Esgrima (Tandil) |                  | 24 de mayo | 19:30   |
| Deportivo Tandil | 4-1       | Jorge Newbery (Maipú)       | Gral. San Martín | 24 de mayo | 20:00   |

| Fecha 4               | Fecha 4   | Fecha 4                     | Fecha 4          | Fecha 4    | Fecha 4 |
| Local                 | Resultado | Visitante                   | Estadio          | Fecha      | Hora    |
| --------------------- | --------- | --------------------------- | ---------------- | ---------- | ------- |
| Jorge Newbery (Maipú) | 3-0       | Unión (Maipú)               |                  | 31 de mayo | 19:30   |
| Deportivo Tandil      | 1-0       | Gimnasia y Esgrima (Tandil) | Gral. San Martín | 31 de mayo | 20:00   |

| Fecha 5                     | Fecha 5   | Fecha 5               | Fecha 5          | Fecha 5    | Fecha 5 |
| Local                       | Resultado | Visitante             | Estadio          | Fecha      | Hora    |
| --------------------------- | --------- | --------------------- | ---------------- | ---------- | ------- |
| Unión (Maipú)               | 0-0       | Deportivo Tandil      |                  | 7 de junio | 19:30   |
| Gimnasia y Esgrima (Tandil) | 5-0       | Jorge Newbery (Maipú) | Gral. San Martín | 7 de junio | 20:00   |

| Fecha 6                     | Fecha 6   | Fecha 6          | Fecha 6          | Fecha 6     | Fecha 6 |
| Local                       | Resultado | Visitante        | Estadio          | Fecha       | Hora    |
| --------------------------- | --------- | ---------------- | ---------------- | ----------- | ------- |
| Gimnasia y Esgrima (Tandil) | vs.       | Unión (Maipú)    | Gral. San Martín | 14 de junio |         |
| Jorge Newbery (Maipú)       | vs.       | Deportivo Tandil |                  | 14 de junio |         |

#### Zona 5
| #   | Equipo                      | Pts. | PJ | PG | PE | PP | GF | GC | Dif. |
| --- | --------------------------- | ---- | -- | -- | -- | -- | -- | -- | ---- |
| 1.º | Santa Rita (Piedritas)      | 7    | 3  | 2  | 1  | 0  | 4  | 0  | (+4) |
| 2.º | Balonpié (Bolívar)          | 6    | 3  | 2  | 0  | 1  | 8  | 6  | (+2) |
| 3.º | Argentino (Trenque Lauquen) | 1    | 4  | 0  | 1  | 3  | 4  | 10 | (-6) |

Notas y referencias
|  | Clasificado a la primera fase final.               |
|  | En posición de clasificar a la primera fase final. |

| Fecha 1                     | Fecha 1   | Fecha 1                | Fecha 1 | Fecha 1    | Fecha 1 |
| Local                       | Resultado | Visitante              | Estadio | Fecha      | Hora    |
| --------------------------- | --------- | ---------------------- | ------- | ---------- | ------- |
| Argentino (Trenque Lauquen) | 0-0       | Santa Rita (Piedritas) |         | 10 de mayo |         |
| Libre: Balompié (Bolívar)   |           |                        |         |            |         |

| Fecha 2                       | Fecha 2   | Fecha 2                     | Fecha 2 | Fecha 2    | Fecha 2 |
| Local                         | Resultado | Visitante                   | Estadio | Fecha      | Hora    |
| ----------------------------- | --------- | --------------------------- | ------- | ---------- | ------- |
| Balompié (Bolívar)            | 3-2       | Argentino (Trenque Lauquen) |         | 17 de mayo | 20:00   |
| Libre: Santa Rita (Piedritas) |           |                             |         |            |         |

| Fecha 3                            | Fecha 3   | Fecha 3            | Fecha 3 | Fecha 3    | Fecha 3 |
| Local                              | Resultado | Visitante          | Estadio | Fecha      | Hora    |
| ---------------------------------- | --------- | ------------------ | ------- | ---------- | ------- |
| Santa Rita (Piedritas)             | 2-0       | Balompié (Bolívar) |         | 24 de mayo | 19:30   |
| Libre: Argentino (Trenque Lauquen) |           |                    |         |            |         |

| Fecha 4                   | Fecha 4   | Fecha 4                     | Fecha 4 | Fecha 4    | Fecha 4 |
| Local                     | Resultado | Visitante                   | Estadio | Fecha      | Hora    |
| ------------------------- | --------- | --------------------------- | ------- | ---------- | ------- |
| Santa Rita (Piedritas)    | 2-0       | Argentino (Trenque Lauquen) |         | 31 de mayo | 20:30   |
| Libre: Balompié (Bolívar) |           |                             |         |            |         |

| Fecha 5                       | Fecha 5   | Fecha 5            | Fecha 5 | Fecha 5    | Fecha 5 |
| Local                         | Resultado | Visitante          | Estadio | Fecha      | Hora    |
| ----------------------------- | --------- | ------------------ | ------- | ---------- | ------- |
| Argentino (Trenque Lauquen)   | 2-5       | Balompié (Bolívar) |         | 7 de junio | 20:00   |
| Libre: Santa Rita (Piedritas) |           |                    |         |            |         |

| Fecha 6                            | Fecha 6   | Fecha 6                | Fecha 6 | Fecha 6     | Fecha 6 |
| Local                              | Resultado | Visitante              | Estadio | Fecha       | Hora    |
| ---------------------------------- | --------- | ---------------------- | ------- | ----------- | ------- |
| Balompié (Bolívar)                 | vs.       | Santa Rita (Piedritas) |         | 14 de junio |         |
| Libre: Argentino (Trenque Lauquen) |           |                        |         |             |         |

#### Zona 6
| #   | Equipo                           | Pts. | PJ | PG | PE | PP | GF | GC | Dif. |
| --- | -------------------------------- | ---- | -- | -- | -- | -- | -- | -- | ---- |
| 1.º | Ever Ready (Dolores)             | 12   | 5  | 4  | 0  | 1  | 9  | 5  | (+4) |
| 2.º | Sarmiento (Cnel. Vidal)          | 9    | 5  | 3  | 0  | 2  | 10 | 10 | (0)  |
| 3.º | Juventud Unida (Gral. Madariaga) | 7    | 5  | 2  | 1  | 2  | 7  | 6  | (+1) |
| 4.º | Parque de Deportes (Labardén)    | 1    | 5  | 0  | 1  | 4  | 4  | 9  | (-5) |

Notas y referencias
|  | Clasificado a la primera fase final.               |
|  | En posición de clasificar a la primera fase final. |

| Fecha 1                          | Fecha 1   | Fecha 1                       | Fecha 1 | Fecha 1    | Fecha 1 |
| Local                            | Resultado | Visitante                     | Estadio | Fecha      | Hora    |
| -------------------------------- | --------- | ----------------------------- | ------- | ---------- | ------- |
| Ever Ready (Dolores)             | 2-1       | Parque de Deportes (Labardén) |         | 10 de mayo |         |
| Juventud Unida (Gral. Madariaga) | 0-2       | Sarmiento (Cnel. Vidal)       |         | 10 de mayo |         |

| Fecha 2                       | Fecha 2   | Fecha 2                          | Fecha 2 | Fecha 2    | Fecha 2 |
| Local                         | Resultado | Visitante                        | Estadio | Fecha      | Hora    |
| ----------------------------- | --------- | -------------------------------- | ------- | ---------- | ------- |
| Sarmiento (Cnel. Vidal)       | 4-3       | Ever Ready (Dolores)             |         | 17 de mayo | 19:00   |
| Parque de Deportes (Labardén) | 0-0       | Juventud Unida (Gral. Madariaga) |         | 17 de mayo | 19:00   |

| Fecha 3                 | Fecha 3   | Fecha 3                          | Fecha 3 | Fecha 3    | Fecha 3 |
| Local                   | Resultado | Visitante                        | Estadio | Fecha      | Hora    |
| ----------------------- | --------- | -------------------------------- | ------- | ---------- | ------- |
| Ever Ready (Dolores)    | 2-0       | Juventud Unida (Gral. Madariaga) |         | 25 de mayo | 19:30   |
| Sarmiento (Cnel. Vidal) | 3-2       | Parque de Deportes (Labardén)    |         | 24 de mayo | 15:30   |

| Fecha 4                       | Fecha 4   | Fecha 4                          | Fecha 4 | Fecha 4    | Fecha 4 |
| Local                         | Resultado | Visitante                        | Estadio | Fecha      | Hora    |
| ----------------------------- | --------- | -------------------------------- | ------- | ---------- | ------- |
| Parque de Deportes (Labardén) | 0-1       | Ever Ready (Dolores)             |         | 1 de junio | 20:00   |
| Sarmiento (Cnel. Vidal)       | 1-4       | Juventud Unida (Gral. Madariaga) |         | 31 de mayo | 15:30   |

| Fecha 5                          | Fecha 5   | Fecha 5                       | Fecha 5 | Fecha 5    | Fecha 5 |
| Local                            | Resultado | Visitante                     | Estadio | Fecha      | Hora    |
| -------------------------------- | --------- | ----------------------------- | ------- | ---------- | ------- |
| Ever Ready (Dolores)             | 1-0       | Sarmiento (Cnel. Vidal)       |         | 7 de junio | 19:00   |
| Juventud Unida (Gral. Madariaga) | 3-1       | Parque de Deportes (Labardén) |         | 7 de junio | 15:30   |

| Fecha 6                          | Fecha 6   | Fecha 6                 | Fecha 6 | Fecha 6     | Fecha 6 |
| Local                            | Resultado | Visitante               | Estadio | Fecha       | Hora    |
| -------------------------------- | --------- | ----------------------- | ------- | ----------- | ------- |
| Juventud Unida (Gral. Madariaga) | vs.       | Ever Ready (Dolores)    |         | 14 de junio |         |
| Parque de Deportes (Labardén)    | vs.       | Sarmiento (Cnel. Vidal) |         | 14 de junio |         |

#### Zona 7
| #   | Equipo                          | Pts. | PJ | PG | PE | PP | GF | GC | Dif. |
| --- | ------------------------------- | ---- | -- | -- | -- | -- | -- | -- | ---- |
| 1.º | Unión Apeadero (Saladillo)      | 13   | 5  | 4  | 1  | 0  | 10 | 2  | (+8) |
| 2.º | Juventud Unida (25 de mayo)     | 7    | 5  | 2  | 1  | 2  | 4  | 6  | (-2) |
| 3.º | Atlético Las Flores             | 4    | 5  | 1  | 1  | 3  | 3  | 7  | (-4) |
| 4.º | Emp. de Comercio (Gral. Alvear) | 3    | 5  | 0  | 3  | 2  | 3  | 5  | (-2) |

Notas y referencias
|  | Clasificado a la primera fase final.               |
|  | En posición de clasificar a la primera fase final. |

| Fecha 1                     | Fecha 1   | Fecha 1                         | Fecha 1 | Fecha 1    | Fecha 1 |
| Local                       | Resultado | Visitante                       | Estadio | Fecha      | Hora    |
| --------------------------- | --------- | ------------------------------- | ------- | ---------- | ------- |
| Unión Apeadero (Saladillo)  | 1-1       | Emp. de Comercio (Gral. Alvear) |         | 10 de mayo |         |
| Juventud Unida (25 de mayo) | 1-0       | Atlético Las Flores             |         | 10 de mayo |         |

| Fecha 2                         | Fecha 2   | Fecha 2                     | Fecha 2 | Fecha 2    | Fecha 2 |
| Local                           | Resultado | Visitante                   | Estadio | Fecha      | Hora    |
| ------------------------------- | --------- | --------------------------- | ------- | ---------- | ------- |
| Atlético Las Flores             | 0-3       | Unión Apeadero (Saladillo)  |         | 17 de mayo | 18:00   |
| Emp. de Comercio (Gral. Alvear) | 1-1       | Juventud Unida (25 de mayo) |         | 17 de mayo | 19:00   |

| Fecha 3                    | Fecha 3   | Fecha 3                         | Fecha 3 | Fecha 3    | Fecha 3 |
| Local                      | Resultado | Visitante                       | Estadio | Fecha      | Hora    |
| -------------------------- | --------- | ------------------------------- | ------- | ---------- | ------- |
| Unión Apeadero (Saladillo) | 2-0       | Juventud Unida (25 de mayo)     |         | 26 de mayo | 20:00   |
| Atlético Las Flores        | 0-0       | Emp. de Comercio (Gral. Alvear) |         | 24 de mayo | 21:00   |

| Fecha 4                         | Fecha 4   | Fecha 4                     | Fecha 4 | Fecha 4    | Fecha 4 |
| Local                           | Resultado | Visitante                   | Estadio | Fecha      | Hora    |
| ------------------------------- | --------- | --------------------------- | ------- | ---------- | ------- |
| Emp. de Comercio (Gral. Alvear) | 0-1       | Unión Apeadero (Saladillo)  |         | 31 de mayo | 20:00   |
| Atlético Las Flores             | 2-0       | Juventud Unida (25 de mayo) |         | 1 de junio | 20:30   |

| Fecha 5                     | Fecha 5   | Fecha 5                         | Fecha 5 | Fecha 5    | Fecha 5 |
| Local                       | Resultado | Visitante                       | Estadio | Fecha      | Hora    |
| --------------------------- | --------- | ------------------------------- | ------- | ---------- | ------- |
| Unión Apeadero (Saladillo)  | 3-1       | Atlético Las Flores             |         | 7 de junio | 20:30   |
| Juventud Unida (25 de mayo) | 2-1       | Emp. de Comercio (Gral. Alvear) |         | 7 de junio | 19:30   |

| Fecha 6                         | Fecha 6   | Fecha 6                    | Fecha 6 | Fecha 6     | Fecha 6 |
| Local                           | Resultado | Visitante                  | Estadio | Fecha       | Hora    |
| ------------------------------- | --------- | -------------------------- | ------- | ----------- | ------- |
| Juventud Unida (25 de mayo)     | vs.       | Unión Apeadero (Saladillo) |         | 14 de junio |         |
| Emp. de Comercio (Gral. Alvear) | vs.       | Atlético Las Flores        |         | 14 de junio |         |

#### Zona 8
| #   | Equipo                         | Pts. | PJ | PG | PE | PP | GF | GC | Dif. |
| --- | ------------------------------ | ---- | -- | -- | -- | -- | -- | -- | ---- |
| 1.º | Ferrocarril Roca (Las Flores)  | 6    | 4  | 1  | 3  | 0  | 5  | 4  | (+1) |
| 2.º | Juventud Unida (Las Flores)    | 4    | 3  | 1  | 1  | 1  | 4  | 4  | (0)  |
| 3.º | Def. Plaza España (25 de mayo) | 2    | 3  | 0  | 2  | 1  | 3  | 4  | (-1) |

Notas y referencias
|  | Clasificado a la primera fase final.               |
|  | En posición de clasificar a la primera fase final. |

| Fecha 1                               | Fecha 1   | Fecha 1                     | Fecha 1 | Fecha 1    | Fecha 1 |
| Local                                 | Resultado | Visitante                   | Estadio | Fecha      | Hora    |
| ------------------------------------- | --------- | --------------------------- | ------- | ---------- | ------- |
| Ferrocarril Roca (Las Flores)         | 1-1       | Juventud Unida (Las Flores) |         | 10 de mayo |         |
| Libre: Def. Plaza España (25 de mayo) |           |                             |         |            |         |

| Fecha 2                            | Fecha 2   | Fecha 2                       | Fecha 2 | Fecha 2    | Fecha 2 |
| Local                              | Resultado | Visitante                     | Estadio | Fecha      | Hora    |
| ---------------------------------- | --------- | ----------------------------- | ------- | ---------- | ------- |
| Def. Plaza España (25 de mayo)     | 0-0       | Ferrocarril Roca (Las Flores) |         | 17 de mayo | 20:00   |
| Libre: Juventud Unida (Las Flores) |           |                               |         |            |         |

| Fecha 3                              | Fecha 3   | Fecha 3                        | Fecha 3 | Fecha 3    | Fecha 3 |
| Local                                | Resultado | Visitante                      | Estadio | Fecha      | Hora    |
| ------------------------------------ | --------- | ------------------------------ | ------- | ---------- | ------- |
| Juventud Unida (Las Flores)          | 2-1       | Def. Plaza España (25 de mayo) |         | 24 de mayo | 19:00   |
| Libre: Ferrocarril Roca (Las Flores) |           |                                |         |            |         |

| Fecha 4                               | Fecha 4   | Fecha 4                       | Fecha 4 | Fecha 4    | Fecha 4 |
| Local                                 | Resultado | Visitante                     | Estadio | Fecha      | Hora    |
| ------------------------------------- | --------- | ----------------------------- | ------- | ---------- | ------- |
| Juventud Unida (Las Flores)           | 1-2       | Ferrocarril Roca (Las Flores) |         | 31 de mayo | 20:30   |
| Libre: Def. Plaza España (25 de mayo) |           |                               |         |            |         |

| Fecha 5                            | Fecha 5   | Fecha 5                        | Fecha 5 | Fecha 5    | Fecha 5 |
| Local                              | Resultado | Visitante                      | Estadio | Fecha      | Hora    |
| ---------------------------------- | --------- | ------------------------------ | ------- | ---------- | ------- |
| Ferrocarril Roca (Las Flores)      | 2-2       | Def. Plaza España (25 de mayo) |         | 7 de junio | 20:30   |
| Libre: Juventud Unida (Las Flores) |           |                                |         |            |         |

| Fecha 6                              | Fecha 6   | Fecha 6                     | Fecha 6 | Fecha 6     | Fecha 6 |
| Local                                | Resultado | Visitante                   | Estadio | Fecha       | Hora    |
| ------------------------------------ | --------- | --------------------------- | ------- | ----------- | ------- |
| Def. Plaza España (25 de mayo)       | vs.       | Juventud Unida (Las Flores) |         | 14 de junio |         |
| Libre: Ferrocarril Roca (Las Flores) |           |                             |         |             |         |

#### Zona 9
| #   | Equipo                        | Pts. | PJ | PG | PE | PP | GF | GC | Dif. |
| --- | ----------------------------- | ---- | -- | -- | -- | -- | -- | -- | ---- |
| 1.º | Villa Belgrano (Junín)        | 7    | 3  | 2  | 1  | 0  | 4  | 2  | (+2) |
| 2.º | Juventud Alsina (Los Toldos)  | 5    | 4  | 1  | 2  | 1  | 4  | 4  | (0)  |
| 3.º | Ignacio Coliqueo (Los Toldos) | 1    | 3  | 0  | 1  | 2  | 3  | 5  | (-1) |

Notas y referencias
|  | Clasificado a la primera fase final.               |
|  | En posición de clasificar a la primera fase final. |

| Fecha 1                       | Fecha 1   | Fecha 1                       | Fecha 1 | Fecha 1    | Fecha 1 |
| Local                         | Resultado | Visitante                     | Estadio | Fecha      | Hora    |
| ----------------------------- | --------- | ----------------------------- | ------- | ---------- | ------- |
| Juventud Alsina (Los Toldos)  | 2-1       | Ignacio Coliqueo (Los Toldos) |         | 10 de mayo |         |
| Libre: Villa Belgrano (Junín) |           |                               |         |            |         |

| Fecha 2                              | Fecha 2   | Fecha 2                      | Fecha 2 | Fecha 2    | Fecha 2 |
| Local                                | Resultado | Visitante                    | Estadio | Fecha      | Hora    |
| ------------------------------------ | --------- | ---------------------------- | ------- | ---------- | ------- |
| Villa Belgrano (Junín)               | 1-0       | Juventud Alsina (Los Toldos) |         | 17 de mayo | 21:00   |
| Libre: Ignacio Coliqueo (Los Toldos) |           |                              |         |            |         |

| Fecha 3                             | Fecha 3   | Fecha 3                | Fecha 3 | Fecha 3    | Fecha 3 |
| Local                               | Resultado | Visitante              | Estadio | Fecha      | Hora    |
| ----------------------------------- | --------- | ---------------------- | ------- | ---------- | ------- |
| Ignacio Coliqueo (Los Toldos)       | 1-2       | Villa Belgrano (Junín) |         | 24 de mayo | 21:00   |
| Libre: Juventud Alsina (Los Toldos) |           |                        |         |            |         |

| Fecha 4                       | Fecha 4   | Fecha 4                      | Fecha 4 | Fecha 4    | Fecha 4 |
| Local                         | Resultado | Visitante                    | Estadio | Fecha      | Hora    |
| ----------------------------- | --------- | ---------------------------- | ------- | ---------- | ------- |
| Ignacio Coliqueo (Los Toldos) | 1-1       | Juventud Alsina (Los Toldos) |         | 1 de junio | 20:30   |
| Libre: Villa Belgrano (Junín) |           |                              |         |            |         |

| Fecha 5                              | Fecha 5   | Fecha 5                | Fecha 5 | Fecha 5    | Fecha 5 |
| Local                                | Resultado | Visitante              | Estadio | Fecha      | Hora    |
| ------------------------------------ | --------- | ---------------------- | ------- | ---------- | ------- |
| Juventud Alsina (Los Toldos)         | 1-1       | Villa Belgrano (Junín) |         | 7 de junio | 20:45   |
| Libre: Ignacio Coliqueo (Los Toldos) |           |                        |         |            |         |

| Fecha 6                             | Fecha 6   | Fecha 6                       | Fecha 6 | Fecha 6     | Fecha 6 |
| Local                               | Resultado | Visitante                     | Estadio | Fecha       | Hora    |
| ----------------------------------- | --------- | ----------------------------- | ------- | ----------- | ------- |
| Villa Belgrano (Junín)              | vs.       | Ignacio Coliqueo (Los Toldos) |         | 14 de junio |         |
| Libre: Juventud Alsina (Los Toldos) |           |                               |         |             |         |

#### Zona 10
| #   | Equipo                     | Pts. | PJ | PG | PE | PP | GF | GC | Dif. |
| --- | -------------------------- | ---- | -- | -- | -- | -- | -- | -- | ---- |
| 1.º | River Plate (Los Toldos)   | 9    | 4  | 3  | 0  | 1  | 6  | 3  | (+3) |
| 2.º | Viamonte F.C. (Los Toldos) | 3    | 3  | 1  | 0  | 2  | 2  | 3  | (-1) |
| 3.º | Argentinos (25 de mayo)    | 3    | 3  | 1  | 0  | 2  | 3  | 5  | (-2) |

Notas y referencias
|  | Clasificado a la primera fase final.               |
|  | En posición de clasificar a la primera fase final. |

| Fecha 1                        | Fecha 1   | Fecha 1                    | Fecha 1 | Fecha 1    | Fecha 1 |
| Local                          | Resultado | Visitante                  | Estadio | Fecha      | Hora    |
| ------------------------------ | --------- | -------------------------- | ------- | ---------- | ------- |
| River Plate (Los Toldos)       | 2-0       | Viamonte F.C. (Los Toldos) |         | 10 de mayo |         |
| Libre: Argentinos (25 de mayo) |           |                            |         |            |         |

| Fecha 2                           | Fecha 2   | Fecha 2                  | Fecha 2 | Fecha 2    | Fecha 2 |
| Local                             | Resultado | Visitante                | Estadio | Fecha      | Hora    |
| --------------------------------- | --------- | ------------------------ | ------- | ---------- | ------- |
| Argentinos (25 de mayo)           | 2-1       | River Plate (Los Toldos) |         | 17 de mayo | 20:00   |
| Libre: Viamonte F.C. (Los Toldos) |           |                          |         |            |         |

| Fecha 3                         | Fecha 3   | Fecha 3                 | Fecha 3 | Fecha 3    | Fecha 3 |
| Local                           | Resultado | Visitante               | Estadio | Fecha      | Hora    |
| ------------------------------- | --------- | ----------------------- | ------- | ---------- | ------- |
| Viamonte F.C. (Los Toldos)      | 2-0       | Argentinos (25 de mayo) |         | 25 de mayo | 16:30   |
| Libre: River Plate (Los Toldos) |           |                         |         |            |         |

| Fecha 4                        | Fecha 4   | Fecha 4                  | Fecha 4 | Fecha 4    | Fecha 4 |
| Local                          | Resultado | Visitante                | Estadio | Fecha      | Hora    |
| ------------------------------ | --------- | ------------------------ | ------- | ---------- | ------- |
| Viamonte F.C. (Los Toldos)     | 0-1       | River Plate (Los Toldos) |         | 31 de mayo | 20:00   |
| Libre: Argentinos (25 de mayo) |           |                          |         |            |         |

| Fecha 5                           | Fecha 5   | Fecha 5                 | Fecha 5 | Fecha 5    | Fecha 5 |
| Local                             | Resultado | Visitante               | Estadio | Fecha      | Hora    |
| --------------------------------- | --------- | ----------------------- | ------- | ---------- | ------- |
| River Plate (Los Toldos)          | 2-1       | Argentinos (25 de mayo) |         | 8 de junio | 20:00   |
| Libre: Viamonte F.C. (Los Toldos) |           |                         |         |            |         |

| Fecha 6                         | Fecha 6   | Fecha 6                    | Fecha 6 | Fecha 6     | Fecha 6 |
| Local                           | Resultado | Visitante                  | Estadio | Fecha       | Hora    |
| ------------------------------- | --------- | -------------------------- | ------- | ----------- | ------- |
| Argentinos (25 de mayo)         | vs.       | Viamonte F.C. (Los Toldos) |         | 14 de junio |         |
| Libre: River Plate (Los Toldos) |           |                            |         |             |         |

#### Zona 11
| #   | Equipo                            | Pts. | PJ | PG | PE | PP | GF | GC | Dif. |
| --- | --------------------------------- | ---- | -- | -- | -- | -- | -- | -- | ---- |
| 1.º | San Lorenzo de Villa Castells     | 7    | 3  | 2  | 1  | 0  | 5  | 3  | (+2) |
| 2.º | Malvinas Argentinas (I. Sordeaux) | 4    | 4  | 1  | 1  | 2  | 4  | 6  | (-2) |
| 3.º | Nápoli Argentino (Ranelagh)       | 3    | 3  | 1  | 0  | 2  | 4  | 4  | (0)  |

Notas y referencias
|  | Clasificado a la primera fase final.               |
|  | En posición de clasificar a la primera fase final. |

| Fecha 1                              | Fecha 1   | Fecha 1                     | Fecha 1 | Fecha 1    | Fecha 1 |
| Local                                | Resultado | Visitante                   | Estadio | Fecha      | Hora    |
| ------------------------------------ | --------- | --------------------------- | ------- | ---------- | ------- |
| Malvinas Argentinas (I. Sordeaux)    | 2-0       | Nápoli Argentino (Ranelagh) |         | 10 de mayo |         |
| Libre: San Lorenzo de Villa Castells |           |                             |         |            |         |

| Fecha 2                            | Fecha 2   | Fecha 2                           | Fecha 2 | Fecha 2    | Fecha 2 |
| Local                              | Resultado | Visitante                         | Estadio | Fecha      | Hora    |
| ---------------------------------- | --------- | --------------------------------- | ------- | ---------- | ------- |
| San Lorenzo de Villa Castells      | 2-1       | Malvinas Argentinas (I. Sordeaux) |         | 17 de mayo | 19:00   |
| Libre: Nápoli Argentino (Ranelagh) |           |                                   |         |            |         |

| Fecha 3                                  | Fecha 3   | Fecha 3                       | Fecha 3 | Fecha 3    | Fecha 3 |
| Local                                    | Resultado | Visitante                     | Estadio | Fecha      | Hora    |
| ---------------------------------------- | --------- | ----------------------------- | ------- | ---------- | ------- |
| Nápoli Argentino (Ranelagh)              | 1-2       | San Lorenzo de Villa Castells |         | 28 de mayo | 19:00   |
| Libre: Malvinas Argentinas (I. Sordeaux) |           |                               |         |            |         |

| Fecha 4                              | Fecha 4   | Fecha 4                           | Fecha 4 | Fecha 4    | Fecha 4 |
| Local                                | Resultado | Visitante                         | Estadio | Fecha      | Hora    |
| ------------------------------------ | --------- | --------------------------------- | ------- | ---------- | ------- |
| Nápoli Argentino (Ranelagh)          | 3-0       | Malvinas Argentinas (I. Sordeaux) |         | 31 de mayo | 19:00   |
| Libre: San Lorenzo de Villa Castells |           |                                   |         |            |         |

| Fecha 5                            | Fecha 5   | Fecha 5                       | Fecha 5 | Fecha 5    | Fecha 5 |
| Local                              | Resultado | Visitante                     | Estadio | Fecha      | Hora    |
| ---------------------------------- | --------- | ----------------------------- | ------- | ---------- | ------- |
| Malvinas Argentinas (I. Sordeaux)  | 1-1       | San Lorenzo de Villa Castells |         | 7 de junio | 15:30   |
| Libre: Nápoli Argentino (Ranelagh) |           |                               |         |            |         |

| Fecha 6                                  | Fecha 6   | Fecha 6                     | Fecha 6 | Fecha 6     | Fecha 6 |
| Local                                    | Resultado | Visitante                   | Estadio | Fecha       | Hora    |
| ---------------------------------------- | --------- | --------------------------- | ------- | ----------- | ------- |
| San Lorenzo de Villa Castells            | vs.       | Nápoli Argentino (Ranelagh) |         | 14 de junio |         |
| Libre: Malvinas Argentinas (I. Sordeaux) |           |                             |         |             |         |

#### Zona 12
| #   | Equipo                       | Pts. | PJ | PG | PE | PP | GF | GC | Dif. |
| --- | ---------------------------- | ---- | -- | -- | -- | -- | -- | -- | ---- |
| 1.º | A.F.I. Las Malvinas          | 6    | 4  | 2  | 0  | 2  | 6  | 6  | (0)  |
| 2.º | Metalúrgico (Manuel Alberti) | 4    | 3  | 1  | 1  | 1  | 4  | 4  | (0)  |
| 3.º | Nueva Alianza (La Plata)     | 4    | 3  | 1  | 1  | 1  | 2  | 2  | (0)  |

Notas y referencias
|  | Clasificado a la primera fase final.               |
|  | En posición de clasificar a la primera fase final. |

| Fecha 1                             | Fecha 1   | Fecha 1                  | Fecha 1 | Fecha 1    | Fecha 1 |
| Local                               | Resultado | Visitante                | Estadio | Fecha      | Hora    |
| ----------------------------------- | --------- | ------------------------ | ------- | ---------- | ------- |
| A.F.I. Las Malvinas                 | 0-1       | Nueva Alianza (La Plata) |         | 10 de mayo |         |
| Libre: Metalúrgico (Manuel Alberti) |           |                          |         |            |         |

| Fecha 2                         | Fecha 2   | Fecha 2             | Fecha 2 | Fecha 2    | Fecha 2 |
| Local                           | Resultado | Visitante           | Estadio | Fecha      | Hora    |
| ------------------------------- | --------- | ------------------- | ------- | ---------- | ------- |
| Metalúrgico (Manuel Alberti)    | 1-2       | A.F.I. Las Malvinas |         | 17 de mayo | 16:00   |
| Libre: Nueva Alianza (La Plata) |           |                     |         |            |         |

| Fecha 3                    | Fecha 3   | Fecha 3                      | Fecha 3 | Fecha 3    | Fecha 3 |
| Local                      | Resultado | Visitante                    | Estadio | Fecha      | Hora    |
| -------------------------- | --------- | ---------------------------- | ------- | ---------- | ------- |
| Nueva Alianza (La Plata)   | 0-0       | Metalúrgico (Manuel Alberti) |         | 28 de mayo | 16:00   |
| Libre: A.F.I. Las Malvinas |           |                              |         |            |         |

| Fecha 4                             | Fecha 4   | Fecha 4             | Fecha 4 | Fecha 4    | Fecha 4 |
| Local                               | Resultado | Visitante           | Estadio | Fecha      | Hora    |
| ----------------------------------- | --------- | ------------------- | ------- | ---------- | ------- |
| Nueva Alianza (La Plata)            | 1-2       | A.F.I. Las Malvinas |         | 31 de mayo | 19:00   |
| Libre: Metalúrgico (Manuel Alberti) |           |                     |         |            |         |

| Fecha 5                         | Fecha 5   | Fecha 5                      | Fecha 5 | Fecha 5    | Fecha 5 |
| Local                           | Resultado | Visitante                    | Estadio | Fecha      | Hora    |
| ------------------------------- | --------- | ---------------------------- | ------- | ---------- | ------- |
| A.F.I. Las Malvinas             | 2-3       | Metalúrgico (Manuel Alberti) |         | 7 de junio | 19:00   |
| Libre: Nueva Alianza (La Plata) |           |                              |         |            |         |

| Fecha 6                      | Fecha 6   | Fecha 6                  | Fecha 6 | Fecha 6     | Fecha 6 |
| Local                        | Resultado | Visitante                | Estadio | Fecha       | Hora    |
| ---------------------------- | --------- | ------------------------ | ------- | ----------- | ------- |
| Metalúrgico (Manuel Alberti) | vs.       | Nueva Alianza (La Plata) |         | 14 de junio |         |
| Libre: A.F.I. Las Malvinas   |           |                          |         |             |         |

### Primera fase eliminatoria
En primer término están ubicados los equipos que fueron locales en el primero de los encuentros de la llave. El 16 de junio la Federación dio a conocer los cruces. Los partidos de ida se disputaron entre el 20 y el 22 de junio, mientras que los de vuelta están programados para el 28 del mismo mes. 
| Equipo 1                          | Agr. | Equipo 2                      | Ida | Vuelta |
| --------------------------------- | ---- | ----------------------------- | --- | ------ |
| Juventud Alsina (Los Toldos)      | 4:2  | River Plate (Los Toldos)      | 1:2 | 3:0    |
| Argentinos (25 de Mayo)           | 4:0  | Villa Belgrano (Junín)        | 2:0 | 2:0    |
| Nápoli Argentino (Ranelagh)       | 2:3  | Las Malvinas (San Carlos)     | 2:1 | 0:2    |
| Dep. Metalúrgico (Manuel Alberti) | 1:1  | San Lorenzo (Gonnet)          | 1:0 | 0:1    |
| Juventud Unida (25 de Mayo)       | 1:1  | Ferrocarril Roca (Las Flores) | 1:1 | 0:0    |
| Balonpié (San Carlos de Bolívar)  | 6:3  | Unión Apeadero (Saladillo)    | 5:3 | 1:0    |
| Plaza España (25 de Mayo)         | 1:9  | Santa Rita (Piedritas)        | 0:4 | 1:5    |
| Deportivo Tandil                  | 3:8  | Racing (Olavarría)            | 2:4 | 1:4    |
| Velense (María Ignacia)           | 3:1  | Ever Ready (Dolores)          | 2:0 | 1:1    |
| Sarmiento (Coronel Vidal)         | 0:7  | Gimnasia y Esgrima (Tandil)   | 0:3 | 0:4    |
| Villa Rosa (Coronel Dorrego)      | 0:5  | Independiente (Cnel. Dorrego) | 0:3 | 0:2    |
| Caza y Pesca Huracán (Médanos)    | 0:7  | San Francisco (Bahía Blanca)  | 0:4 | 0:3    |

### Segunda fase eliminatoria
Los clasificados de la primera fase eliminatoria disputarán una serie ida y vuelta por un lugar en las semifinales. Los partidos están programados para el 5 y el 12 de julio. Los encuentros de ida de Velense vs. Gimnasia y Esgrima y Las Malvinas vs. San Lorenzo se jugaron el día 6 de julio.
| Equipo 1                         | Agr.      | Equipo 2                     | Ida | Vuelta |
| -------------------------------- | --------- | ---------------------------- | --- | ------ |
| Ferrocarril Roca (Las Flores)    | 1:3       | Santa Rita (Piedritas)       | 1:2 | 0:1    |
| Velense (María Ignacia)          | 1:2       | Gimnasia y Esgrima (Tandil)  | 1:0 | 0:2    |
| Balompié (San Carlos de Bolívar) | 1:2       | Racing (Olavarría)           | 1:1 | 0:1    |
| Independiente (Coronel Dorrego)  | 4:4 (2:4) | San Francisco (Bahía Blanca) | 4:3 | 0:1    |

### Tercera final eliminatoria

#### Subregión sur
Semifinales
| Semifinal (ida) 19 de julio de 2023, 19:00 | Racing (Olavarría)                                  | 1:1 (0:0) | Santa Rita (Piedritas) | José Buglione Martinese, Olavarría |                              |
|                                            | - Rubén Tarasco 86' (pen.) - Agustín González 90+2' | Reporte   | - José Vera 82'        | Árbitro(s): Fernando Zabalza       | Árbitro(s): Fernando Zabalza |

| Semifinal (vuelta) 26 de julio de 2023, 19:00 | Santa Rita (Piedritas)                 | 2:1 (0:0) (Global 3:2) | Racing (Olavarría)  | Anyulin Penacino, Piedritas |                          |
|                                               | - Gastón Regis 56' - Ramiro Peters 68' | Reporte                | - Rubén Tarasco 46' | Árbitro(s): Mario García    | Árbitro(s): Mario García |

| Semifinal (ida) 19 de julio de 2023, 19:00 | San Francisco (Bahía Blanca) | 2:1 (2:0) | Gimnasia y Esgrima (Tandil) | Dr. Alejandro Pérez, Bahía Blanca |                               |
|                                            | - Bardella 14' - Hekel 45+2' | Reporte   | - Matías González 60'       | Árbitro(s): Alejandro Krieger     | Árbitro(s): Alejandro Krieger |

| Semifinal (vuelta) 26 de julio de 2023, 19:00 | Gimnasia y Esgrima (Tandil)                                                                 | 1:2 (1:0) (Global 2:4) | San Francisco (Bahía Blanca)                                       | Gral. San Martín, Tandil           |                                    |
|                                               | - Lionel Iriart 43' (pen.) - Osvaldo Barsottini 44' - Leonardo Lisi 87' - Brian Lajos 90+3' | Reporte                | - Pedro Ferranti 68' - Martín Carrillo 90+1' - Lautaro Quijada 87' | Árbitro(s): Gerónimo Gallo Cabrera | Árbitro(s): Gerónimo Gallo Cabrera |

#### Subregión norte
Semifinales
| Semifinal (ida) 5 de julio de 2023, 19:00 | Las Malvinas (San Carlos) | 1:1 | San Lorenzo (Gonnet) |             |  |
|                                           |                           |     |                      | Árbitro(s): |  |

| Semifinal (vuelta) 14 de julio de 2023, 19:00 | San Lorenzo (Gonnet) | 1:0 (Global 2:1) | Las Malvinas (San Carlos) |             |  |
|                                               |                      |                  |                           | Árbitro(s): |  |

| Semifinal (ida) 5 de julio de 2023, 19:00 | Juventud Alsina (Los Toldos) | 0:1        | Argentinos (25 de Mayo) |             |             |
|                                           |                              | [ Reporte] |                         | Árbitro(s): | Árbitro(s): |

| Semifinal (vuelta) 14 de julio de 2023, 19:00 | Argentinos (25 de Mayo) | 2:1 (Global 3:1) | Juventud Alsina (Los Toldos) |                             |  |
|                                               |                         |                  |                              | Árbitro(s): Lautaro Paletta |  |

### Cuarta etapa eliminatoria
Subregión sur — Final
| Final (ida) 2 de agosto de 2023, 15:00 | Santa Rita (Piedritas)                          | 2:2 (0:1) | San Francisco (Bahía Blanca)             | Anyulín Penacino, Piedritas  |                              |
|                                        | - Ramiro Peters 67' (pen.) - Gastón Regis 90+8' |           | - Franco Pérez 36' - Jonathan García 50' | Árbitro(s): Jonatan Crivetti | Árbitro(s): Jonatan Crivetti |

| Final (vuelta) 9 de agosto de 2023, 19:00 | San Francisco (Bahía Blanca)                          | 2:0 (0:0) (Global 4:2) | Santa Rita        | Dr. Alejandro Pérez, Bahía Blanca |                              |
|                                           | - Manuel Álvarez López 71' - Maximiliano Gandolfo 71' | Reporte                | - José Vera 90+5' | Árbitro(s): Fernando Zabalza      | Árbitro(s): Fernando Zabalza |

Subregión norte — Final
| Final (ida) 19 de julio de 2023, 19:00 | San Lorenzo (Gonnet)                    | 2:2 (2:1) | Argentinos (25 de Mayo)                        | El Nido, La Plata |             |
|                                        | - Leonel Lozano 4' - Lautaro Funaro 29' | Reporte   | - Diego Rivarola 44' - Facundo Bustingorri 53' | Árbitro(s):       | Árbitro(s): |

| Final (vuelta) 26 de julio de 2023, 19:00 | Argentinos (25 de Mayo) | 0:0 (5:3 p.)(Global 2:2) | San Lorenzo (Gonnet) | Estadio Decano, 25 de Mayo |                  |
|                                           |                         | Reporte                  |                      | Árbitro(s): Bono           | Árbitro(s): Bono |

### Finalísima
| Finalísima 16 de septiembre de 2023 | Argentinos (25 de Mayo) | 1:4 (1:1) | San Francisco (Bahía Blanca)                                                               | Club Atlético Alem, Bolívar |                            |
|                                     | - Miqueas Andersen 33'  | Reporte   | - Maximiliano Gandolfo 9' - Alejandro Vila 48' - Matías Soto Torres 68' - Franco Pérez 90' | Árbitro(s): Guiotto Carlos  | Árbitro(s): Guiotto Carlos |